# Sugih Waras (Belitang Mulya)
Sugih Waras is een bestuurslaag in het regentschap Ogan Komering Ulu van de provincie Zuid-Sumatra, Indonesië. Sugih Waras telt 1161 inwoners (volkstelling 2010).